# Electragapetus tsudai
Electragapetus tsudai là một loài Trichoptera trong họ Glossosomatidae. Chúng phân bố ở miền Cổ bắc.